# Šířka pásma

Graf zobrazující průběh útlumu pásmové propusti s nejčastěji používaným údajem o šířce pásma pro pokles o 3 dB (na 0,707 napěťové úrovně, nebo 0,5 výkonu). Frekvence na vodorovné ose může být lineární nebo logaritmické měřítko.

Šířka pásma je rozdíl mezi nejvyšší a nejnižší frekvencí přenášeného signálu:
{\displaystyle B=f_{H}-f_{L}}
Vyjadřuje se v hertzech (Hz).
Relativní šířka pásma je podíl nejvyšší a nejnižší frekvence přenášeného signálu:
{\displaystyle B={\frac {f_{H}}{f_{L}}}}
Někdy se používá procentní sířka pásma jako podíl absolutní šířky pásma a střední (někdy též nejnižší nebo nejvyšší) frekvence:
{\displaystyle \%B={\frac {f_{H}-f_{L}}{f_{0}}}=2{\frac {f_{H}-f_{L}}{f_{H}+f_{L}}}}
U signálu v základním pásmu je šířka pásma rovna nejvyšší frekvenci, relativní šířka pásma je nekonečná (nebo velmi velká).
V angličtině se šířka pásma (bandwidth) používá v informatice ve smyslu přenosová rychlost.